# Tangerang Selatan
Tangerang Selatan è una città (kota) dell'Indonesia, nella provincia di banten